# Jingzhumiao Shuiku
Jingzhumiao Shuiku (kinesiska: 境主庙水库) är en reservoar i Kina. Den ligger i provinsen Anhui, i den östra delen av landet, omkring 93 kilometer söder om provinshuvudstaden Hefei. I omgivningarna runt Jingzhumiao Shuiku växer i huvudsak blandskog.
Genomsnittlig årsnederbörd är 1 582 millimeter. Den regnigaste månaden är juli, med i genomsnitt 264 mm nederbörd, och den torraste är januari, med 46 mm nederbörd.